# Pange lingua
Pange lingua is de naam van een gregoriaans gezang geschreven door Thomas van Aquino.
Het wordt in de katholieke liturgie twee keer per jaar gebruikt: tijdens de sacramentsprocessie op Witte Donderdag en op Sacramentsdag.
De laatste twee strofen staan ook wel bekend als het Tantum ergo. Deze twee strofen worden vaak behandeld als een apart gezang, dat onder andere wordt gezongen na de Eucharistische aanbidding.

## Tekst
| Latijnse tekst | Letterlijke Nederlandse vertaling, poëtische vertaling vanaf Tantum Ergo |
| --- | --- |
| Pange, lingua, gloriosi Corporis mysterium, Sanguinisque pretiosi, quem in mundi pretium fructus ventris generosi Rex effudit Gentium. Nobis datus, nobis natus ex intacta Virgine, et in mundo conversatus, sparso verbi semine, sui moras incolatus miro clausit ordine. In supremae nocte coenae recumbens cum fratribus observata lege plene cibis in legalibus, cibum turbae duodenae se dat suis manibus. Verbum caro, panem verum verbo carnem efficit: fitque sanguis Christi merum, et si sensus deficit, ad firmandum cor sincerum sola fides sufficit. Tantum ergo Sacramentum veneremur cernui: et antiquum documentum novo cedat ritui: praestet fides supplementum sensuum defectui. Genitori, Genitoque laus et jubilatio, salus, honor, virtus quoque sit et benedictio: Procedenti ab utroque compar sit laudatio. Amen. Alleluja. | Bezing, tong, het Mysterie van het glorieuze Lichaam, En van het kostbaar Bloed, Dat tot prijs voor de wereld, Een vrucht van edele schoot, De Koning der volkeren heeft uitgestort. Voor ons gegeven, voor ons geboren, Uit een ongerepte Maagd, En op aarde verkeerd, Heeft Hij, nadat het zaad van het woord was uitgestrooid, Het toeven hier besloten, Met een wonderbare orde. In de nacht van het hoogste avondmaal, Aanliggend met zijn broeders, De gehele wet in acht nemend, Met het wettelijk voedsel, Tot voedsel voor de schare van twaalf, Gaf Hij zichzelf met eigen hand. Het Woord als vlees maakt echt brood Door een Woord tot Vlees; En de wijn wordt het Bloed van Christus; En als de zintuigen falen, Volstaat, om het oprechte hart te versterken, Het geloof alleen. Laten wij dan, diep gebogen, Prijzen 't grote sacrament; Dat de oude wetten wijken Voor het nieuwe Testament. Geve het geloof het inzicht, Waar het zintuig niets herkent. Aan de Vader, aan de Zoon ook Weze lof en eer gebracht; Steeds zal men Hun beiden brengen Eer en roem en hulde kracht. Hem die voortkomt uit Hen beiden, Zij gelijke dank gebracht. Amen. Alleluia. |